# Lithobates palmipes
Lithobates palmipes é uma espécie de anfíbio da família Ranidae. Pode ser encontrada na Bolívia, Brasil (Amazônia), Peru, Equador, Colômbia, Panamá, Venezuela, Guiana, Suriname, Guiana Francesa e Trinidad e Tobago, com registros dispersos do nordeste do Brasil. Em espanhol, é conhecido como rana verde verdadera. Seus habitats naturais são florestas tropicais próximas a corpos d'água permanentes. É muito apreciado como alimento pelos Ye'kwana do sudeste da Venezuela.